# 필립스

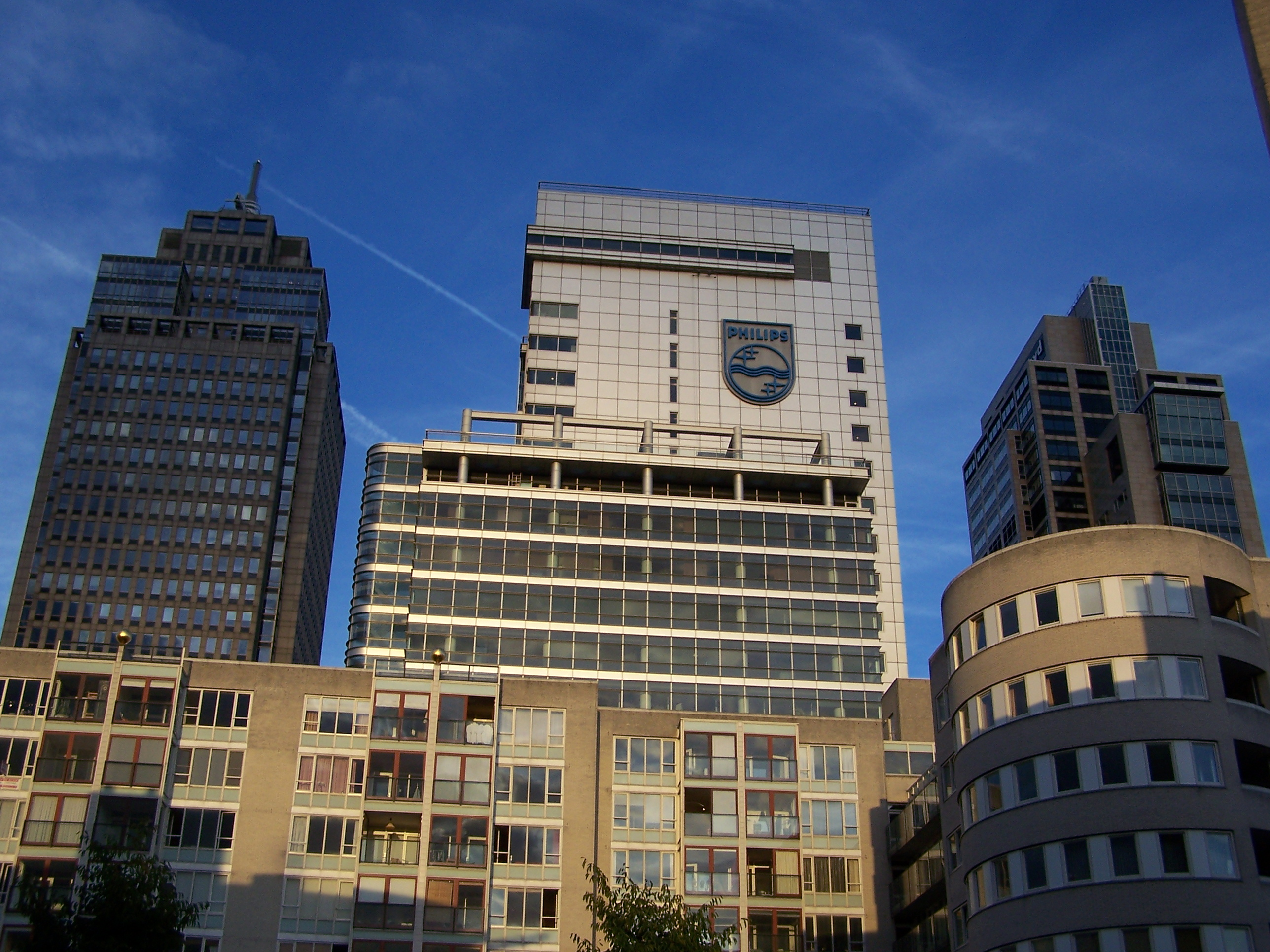
필립스

코닌클리케 필립스(네덜란드어: Koninklijke Philips N.V.)는 네덜란드의 다국적 의료기업이며, 본사는 암스테르담에 위치해 있다. 필립스는 GE의 의료 사업, 지멘스와 함께 세계 3대 의료기기 기업이다.

## 역사
필립스는 1891년에 카를 마르크스의 모계 사촌인 제라드 필립스가 네덜란드 에인트호번에 설립했다. 처음에는 백열등과 전기기술 장비를 생산했다. 첫 번째 공장은 박물관으로 남아있다. 1920년대에, 필립스는 진공관같은 다른 제품을 제조하기 시작했다. 1927년에, 필립스는 영국 진공관 제조업체 멀라드를 인수하였고, 1932년에 독일 진공관 제조업체 발보를 인수했다. 멀라드와 발보는 현재 필립스의 자기업이 되었다. 1939년에 필립스는 전기 면도기, 필립쉐이브를 발표하였다. 필립쉐이브는 미국에서 노렐코라는 브랜드 이름으로 판매되었다.

### 제2차 세계 대전
1940년 5월 9일에, 필립스 이사회는 독일이 5월 10일에 네덜란드를 침략하는 정보를 파악했었다.
이사회는 필립스의 많은 자본을 가지고 네덜란드를 떠나서 미국으로 피난하기로 결정했다. 미국에서 운영된 북미 필립스 기업은, 전쟁이 지속되는 동안에 계속해서 경영됐다. 동시에, 북미 필립스는 (서류상으로) 독일의 영향권에서 자유로운 네덜란드령 안틸레스로 이동했다.
필립스는 전쟁하기 이전이나 전쟁 중에 엄청난양의 전기장비를 독일 점령군에게 공급했기 때문에, 사람들은 필립스가 그 당시의 다른 기업들처럼, 나치에 이적한다고 믿게 했다. 그러나, 필립스 자체나 경영이 나치나 나치의 이데올로기에 협력했다는 확실한 증거는 없다.
필립스 가족 중에 프레데릭 필립스만 네덜란드를 떠나지 않았다. 프레데릭 필립스는 나치에게 지시하여 필립스에서 제품을 생산하는 데 꼭 필요한 382명 유대인의 생명을 구했다. 1996년에, 이스라엘 대사는 프레데릭 필립스의 용기있는 행동에 대하여 야드 바셈 상을 수여했다. 점령당한 동안에 독일군이 필립스의 생산 시설에서 노동자를 학대하거나 학살하는 것을 필립스가 조금은 방지할 수 있었다. 연합군은 전쟁중에 에인트호번에 있는 생산 설비에서 독일의 산업 목표만 신중하게 폭격했다.

### 종전후
전쟁이 끝난 후에 필립스는 원래 본사가 위치한 네덜란드 에인트호번으로 다시 이전했다. 대부분의 비밀 연구 시설은 닫혀 있어서 침략군으로부터 성공적으로 감출 수 있었다. 전쟁이 끝난후에 필립스는 이런 비밀 연구 시설로 인하여 빠르게 성장할 수 있었다. 필립스는 1963년에 콤팩트 카세트 테입을 발표했고 큰 성공을 했다. 그러나 비디오 카세트 녹화기 표준으로 시도한, 비디오 2000는 베타맥스 및 VHS 표준과 경쟁하면서 성공하지 못했다. 1982년에, 필립스는 소니와 협력하여 콤팩트 디스크를 개발했다. 1991년에, 회사 이름을 N.V. 필립스 백열전구 (네덜란드어: N.V. Philips Gloeilampenfabrieken)에서 필립스 일렉트로닉스 N.V. (네덜란드어: Philips Electronics N.V.)으로 변경했다. 동시에 북미 필립스는 공식적으로 해산됐고, 미국에 필립스 일렉트로닉스 북미 주식회사라는 이름으로 새로운 기업 부서가 신설됐다. 1997년에 회사 이름을 로얄 필립스 일렉트로닉스 N.V. (네덜란드어: Koninklijke Philips Electronics N.V.)로 변경하면서, 본사를 암스테르담으로 이전하기로 결정했다. 본사 이전은 2001년에 완료됐다. 처음에, 필립스는 렘브란트 타워에 입주했었지만, 2002년에 브라이트너 타워로 다시 이전했다. 어떤점에서, 본사 이전은 필립스의 설립장소로 복귀한다고 생각할 수 있다. 왜냐하면 제라드 필립스가 백열등 공장 건설을 생각할 당시에 암스테르담에서 살았기 때문이다. 제라드 필립스는 쟌 리세와 함께 처음으로 암스테르담에서 백열등 대량생산의 현장 실험도 진행했었다. 필립스 라이팅, 필립스 리서치, 필립스 디자인, (나중에 NXP반도체로 스핀오프한) 필립스 세미컨덕터즈는 여전히 에인트호번에 남아있다. 필립스 메디컬의 본사는 (2002년까지 네덜란드 베스트였으나 이전하여) 미국 매사추세츠주 엔도버에 있다.

### 반도체 사업부 매각
칩 제조사인, 필립스 세미컨덕터는 세계적인 반도체 기업에 포함되는 기업이다. 2005년 12월에, 필립스는 반도체 부서를 법적으로 완전히 분리할 계획을 발표했다. "분리"의 과정은 2006년 10월 1일에 완료되었다. 2006년 8월 2일에, 필립스는 필립스 세미컨덕터 경영 지분의 80.1%를 콜버그 그래비스 로버츠 (KKR), 실버 레이크 파트너즈와 알프인베스트 파트너즈로 구성된 개인 투자 채권단에게 매각하기로 완전히 동의했다.필립스 세미컨덕터의 매각 과정은 2005년 12월에 법적으로 완적히 분리하고 모든 전략적인 선택을 추진하기로 결정하면서 시작되었다. 매각하기 6주 이전에 8,000명의 필립스 관리자에게 전달된 편지를 통한, 필립스의 온라인 회담은 제3자에 의하여 주요 지분이 완전히 독립된 반도체 부서의 변화가 가속화된다고 발표했다. 이 발표는 "매각은 단순한 계약이 아니라 중요한 문제이다: 즉, 필립스 개혁의 긴 여정에서 아마도 가장 중요한 사건이고 특히 반도체 사업을 종사하는 부분에서 새로운 장의 시작이다."라고 진술했다. 115년 이상의 역사에서, 반도체 사업부 매각은 필립스의 이익을 명확하게 변화시키는 큰 진보로 생각된다. 필립스는 19세기 전기 세상에서 전자 시대까지 변화하여 성공한 기업 중 하나였다. 필립스의 반도체 사업부는 1953년에 업무를 시작했고 반도체 사업에서 상위 10대 기업에 포함되었다. 상위 기업에 포함되기 위해서, 반도체 사업부는 지난 50년 동안 필립스에서 많은 개혁의 중심이었다. 마침내 반도체 사업부를 매각하기로 결정하여 매각이 진행되는 것을 동의했다. 반도체 사업부 매각은 경영 이사회에서 가장 힘든 결정 중 하나였다. 2006년 8월 21일에, 베인 캐피탈과 아팍스 파트너즈는 필립스 반도체 사업부의 경영 지분을 인수한 콜버그 그래비스 로버츠가 이끄는 커진 채권단에 합류하기 위하여 최종 위원회와 계약했다고 발표했다.2006년 9월 1일에, 필립스가 설립한 반도체 기업의 새로운 이름은 NXP반도체라고 발표했다. 반도체 부서의 매각과 동시에, 필립스는 회사 이름에서 '일렉트로닉스' (Electronics)를 빼는 것도 발표했다. 그리하여 오늘날 회사명으로 바뀐 것이다.

### 2010년대
2013년 1월 29일, 필립스는 라이프스타일 사업부문 내의 오디오, 비디오 외 엔터테인먼트 사업군을 일본 후나이에 매각한다고 공식 발표했으나 성사되지 못했다.

## 회사 슬로건
1995년에 브랜드 이미지를 통합한 최초의 글로벌 캠페인을 시작했다. 슬로건 원문은 "Let's make things better"이지만 한국에서는 "작은 차이가 명품을 만듭니다"라고 번역되어 있다.
2004년 9월부터 필립스를 ‘가전업체’라고만 생각하는 소비자들의 인식을 바꾸기 위해 헬스케어, 조명 및 소비자, 라이프스타일이라는 3개 부문으로 단순화시키면서 ‘sense and simplicity’ 캠페인을 시작했다.
2013년에, 필립스는 새로운 슬로건으로 "Innovation & You" (당신에게 가장 가까운 혁신)을 천명했다.

## 최고경영자
역대 및 현재의 최고경영자:
- 1891년 ~ 1922년: 제라드 필립스
- 1922년 ~ 1939년: 애톤 필립스
- 1939년 ~ 1961년: 프랜스 오텐
- 1961년 ~ 1971년: 프릿스 필립스
- 1971년 ~ 1977년: 헨크 밴 리엠스딕
- 1977년 ~ 1981년: 니코 로덴버그
- 1982년 ~ 1986년: 위즈 덱커
- 1986년 ~ 1990년: 코넬리스 밴 더 클룩트
- 1990년 ~ 1996년: 쟌 타이머
- 1996년 ~ 2001년: 코 분스트라
- 2001년 ~ 2011년: 제라드 클라이스터리
- 2011년 ~: 프란스 반 하우튼

## 사업 변동

### 인수
필립스는 수십 년 동안 엠퍼렉스 일렉트로닉, 매그나복스, 시그네틱스, 멀라드, VLSI 테크놀로지, 에질런트 건강 솔루션 그룹, 마르코니 의료 시스템, ADAC 실험실, ATL 울트라사운드, 웨스팅하우스 일렉트릭의 지분과 필코, 실바니아의 소비가전 사업부를 인수했다. 필립스는 인수한 실바니아의 이름을 SLI (Sylvania Lighting International)로 변경했다. 다만, 오스트레일리아, 캐나다, 멕시코, 뉴질랜드, 푸에르토리코와 미국에 위치한 실바니아는 지멘스 AG의 오스람에 포함된다. 필립스는 발광 다이오드 제조사 루미레즈의 96.5% 지분도 소유하고 있다. 2006년에, 필립스는 매사추세츠주 프레이밍햄에 본사를 둔 라이프라인 시스템즈 기업을 인수했다. 2007년에, 필립스는 텍사스주 엘패소에 본사를 둔 엑시미즈 기업을 인수하여 의료정보 부서와 합병했다.2007년 10월에, 필립스는 TPL 그룹의 무어 마이크로프로세서 특허 (Moore Microprocessor Patent, MPP)권을 인수했다. 2007년 12월 21일에, 필립스와 리스피로닉스는 최종적으로 합병에 동의함을 발표했다. 합병의 조건으로 필립스는 리스피로닉스의 공모주를 주당 66불에 구매하기 시작하여, 인수 금액의 총액인 약 36 억 유로를 현금으로 지불했다.

### 매각
필립스가 1950년에 설립한 음악 레이블 필립스 레코드는 1960년대부터 폴리그램의 일부가 되었고 지금은 유니버설 뮤직그룹의 일부를 이룬다.
반도체 장비 회사 ASM 인터내셔널 설립에 참여하였다가 매각하였으며 1988년 ASM과 공동으로 노광장비회사 ASML을 설립하였다. 1988년 ASML을 매각하였다. 2006년 들어서는 반도체 사업까지 NXP 반도체로 매각시켰다.
2011년 삼성전자는 필립스로부터 2006년 분사되었던 디스플레이 기술 연구소 리콰비스타를 인수하였다. 2006년 필립스로부터 분사된 롤러블 디스플레이 연구소 폴리머 비전 역시 타 전자기업에 매각되었으나 이윽고 폐쇄되었다.

## 스폰서와 명명권
필립스는 많은 국가에서 락 축제인 필립스 몬스터즈를 지원하고 있다. 1913년에, 네덜란드가 프랑스로부터 독립한 지 100주년이 된 것을 기념하기 위하여, 필립스는 사원들을 위한 스포츠 클럽을 창설했다. 클럽의 이름은 필립스 스포츠 연합 (네덜란드어: Philips Sport Vereniging) 혹은 PSV 에인트호번으로 잘 알려져 있다. 아르헨티나에서 개최한 1978년 FIFA 월드컵 이후부터, 필립스는 FIFA 월드컵의 공식 스폰서가 되었다. 또한 필립스는 미국 조지아주 애틀랜타에 있는 필립스 아레나와 전통적으로 국가 농구 리그로 알려진 오스트레일리아에서 열리는 필립스 챔피언십 프리미너 농구 리그의 명명권을 소유하고 있다.

## 세계 사업장
로얄 필립스 N.V.는 필립스라는 브랜드로 알려진 백색가전 사업부를 매각하기도 했다. 가정용 가전 사업부가 월풀에 매각된 이후에 필립스 월풀과 월풀 필립스로 바뀌었다가 결국에 월풀이 되었다. 월풀은 필립스의 가정용 가전 사업부의 53% 지분을 인수하여 월풀 인터내셔널을 설립했다. 월풀은 1991년에 필립스의 나머지 지분을 인수하여 월풀 인터내셔널과 합병했다.

### 미국
필립스의 미국 본사는 뉴욕주 뉴욕 시 6번 길에 위치한 필립스 일렉트로닉스 북미 주식회사이다.
필립스 라이팅의 본사는 서머싯주 뉴저지 시에 있다.
제조 공장은 다음 장소에 있다:
- 댄빌
- 배스 시
- 설라니아
- 페어몬트
- 패리스

영업 센터는 다음 장소에 있다:
- 마운틴탑
- 온타리오
- 멤피스
- 애틀랜타

필립스 메디컬 시스템의 본사는 앤도버에 있고, 북미 판매 사업부의 본사는 보셀에 있다. 또한 앤도버, 보셀, 클리블랜드, 리즈빌과 밀피타스에 의료장비 제조설비도 있다.
필립스 도네스틱 어플리언스 앤 퍼스널 케어 기업은 스탬포드에 본사를 두고 있다. 가정용 기기와 개인용 기기의 제조공장은 스노콸미에 있으며 소니케어 전자 치솔을 생산하고 있다.
필립스 리서치는 브라이어클리프매너에서 연구하고 있다.
2007년에, 필립스는 북미 조명 업체인 젠라이트 그룹과 완전히 합병하기로 동의했다. 젠라이트 그룹은 북미에서 조명 및 관련 제어와 (솔리드 스테이트 라이팅을 포함한) 다양한 응용제품을 공급하는 선두 기업이었다.

### 오스트레일리아
필립스 오스트레일리아는 뉴사우스웨일스주 시드니에 본사가 있다. 약 400명이 넘는 사원이 오스트레일리아 곳곳에서 근무하고 있다. 멜버른, 브리즈번, 애들레이드, 퍼스에 지역 사무소가 있다. IT 서비스는 P-GIS (CAS, CIS & BTS)를 제공하고 있다.
현재 운영 부서 및 사업부는 다음과 같다:
- 필립스 메디컬 시스템즈 (뉴질랜드 운영도 담당하고 있음)
- 필립스 커스터머 일렉트로닉스
- 필립스 라이팅 (뉴질랜드 운영도 담당하고 있음)
- 필립스 딕테이션 시스템즈

필립스 오스트레일리아는 1927년에 설립되었고 수십 년 동안 많은 사업부를 육성했으며 특히 제조관련 사업부가 크게 성장했다. 본질적으로 오늘날 필립스 오스트레일리아는 판매와 지원 사무소가 운영된다.
반도체 사업부를 매각한 프로젝트 라이온의 결과로 오스트레일리아의 순위는 매각기간 동안에 43위에서 18위로 상승했다.

### 영국
필립스 영국은 서리주 길퍼드에 본사가 있다. 약 2,500명이상의 사원이 영국 각지에서 근무하고 있다.
- 레드힐에 위치한 필립스 어플라이드 테크놀로지는 디지털 텔레비전과 통신 기술의 새로운 제품과 하위 시스템을 개발한다.
- 케임브리지에 위치한 필립스 비지니스 커뮤니케이션즈는 음성 및 데이터 통신 제품, 고객 관력 관리 (CRM) 응용의 전문화, IP 전화, 데이터 넷트워킹, 음성 처리, 명령 및 제어 시스템과 무선 전화기를 제공한다.
- 길퍼드에 위치한 필립스 컨슈머 일렉트로닉스는 고선명 텔레비전을 포함한 각종 텔레비전, DVD 레코더, 휴대용 오디오, CD 레코더, PC 주변기기, 무선 전화기, 가정용 기기, 소비 가전 (면도기, 헤어 드라이, 신체 관리, 구강 위생 제품)을 판매하고 마케팅한다.
- 필립스 딕테이션 시스템즈는 에식스주 콜체스터에 있다.
- 필립스 라이팅은 래넉셔 주 해밀턴에서 제조하고 길퍼드에서 판매하고 있다.
- 필립스 메디컬 시스템즈는 서리 주 레이게이트에 있다. 엑스선, 울트라사운드, 핵의학, 환자 감지기, 자기 공명, 컴퓨터 단층촬영장비, 소생 제품의 판매와 기술 지원을 하고 있다.
- 필립스 리서치 연구소는 서리 주 레드힐에 있다. 원래 멀라드 리서치 연구소가 있던 곳이다.
- 원래 멀라드의 한 사업부였던 필립스 세미컨덕터는 그레이트맨체스터 스톡포트 헤이젤그로브와 햄프셔주 사우샘프턴에 있다. 필립스 세미컨덕터는 이제 NXP반도체가 되었다.

과거에, 필립스 영국은 다음 사업부도 운영되었다.
- 멀라드 이퀴프먼트 사 (MEL)는 군용 장비를 제조하던 사업부였다.
- 클로이던에 위치한 소비가전 제조공장이 있었다.
- 런던 캐리지는 물류관리와 수송관련 부서였다.
- 케임브리지에 위치한 파이 텔레커뮤니케이션즈 사
- 휠트셔 주 맘스버리에 위치한 TMC 사

### 인도
필립스는 1930년부터 인도 콜카타에서 75명의 사원으로 구성된 필립스 일렉트리컬 (인도) 사라는 이름의 기업을 경영하기 시작했다. 필립스 일렉트리컬은 필립스 램프를 해외로 수출하는 판매로가 되었다. 1938년에, 필립스 인도는 콜카타에 첫 번째 램프 제조공장을 설립했다. 제2차 세계 대전이 끝난 1948년에, 필립스는 콜카타에서 라디오를 생산하기 시작했다. 1959년에, 두 번째 라디오 공장은 푸네 근처에 설립되었다.
- 1957년에, 필립스 일렉트리컬 (인도) 사는 주식회사로 전환하면서 이름을 "필립스 인도 사"로 변경했다.
- 1965년 4월 3일에, 백만번째 필립스 라디오가 인도 제조공장에서 생산되었다.
- 1970년에, 새로운 소비 가전 공장이 푸네 근처 핌프리에서 가동되기 시작했다. (이 공장은 2006년에 폐쇄되었다.)
- 1982년에, 필립스는 1982년 아시안 게임동안에 인도가 컬러 텔레비전 방송을 할 수 있도록 DD 내셔널에 4문 방송차를 공급했다.
- 1996년에, 필립스 소프트웨어 센터는 벵갈루루에 설립되었다.

### 폴란드
- 유럽 금융 및 회계센터는 우치에 있다.
- 필립스 라이팅은 파비아체와 피와에 있다.

### 멕시코
필립스 멕시카나 SA 드 CV 주식회사는 멕시코 시에 본사가 있다.
멕시코에는 다음과 같은 제조 공장이 있다:
필립스 라이팅:
- 루에보레온 주 몬테레이
- 치와와주 시우다드후아레스
- 바하칼리포르니아주 티후아나

필립스 소비 가전:
- 치와와 주 시우다드후아레스

필립스 도네스틱 어플리언스는 멕시코 시의 산업 벨리 구역에서 큰 제조 공장을 가동하였지만 2004년에 완전히 폐쇄하였다.

## 가정용 가전 제품

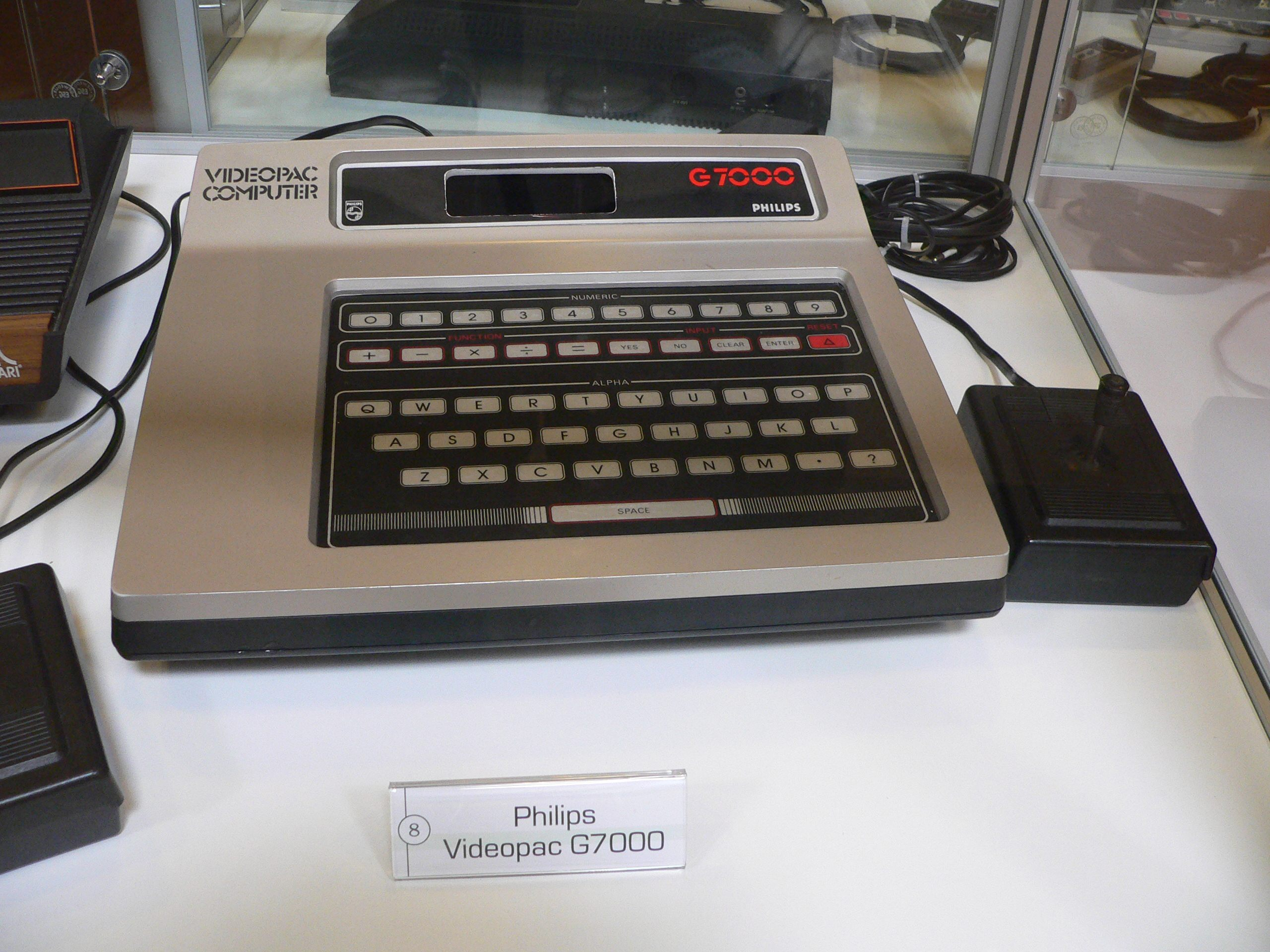
필립스 매그너복스 오디세이²

- 1951년: 필립스는 2개 해더가 회전하는 면도기인 필리쉐이브를 발표했다. 미국에서 노렐코라는 브랜드로 판매되었다.
- 1963년: 필립스는 콤팩트 카세트를 발표했다.
- 1978년: 필립스는 1960년대에 발명된 기술을 사용한 레이저디스크 재생기를 발표했다.
- 1979년: 필립스는 비디오 2000 시스템을 발표했다: 기술적으로 개선된 제품이지만, 시장 진입에 실패했다.
- 1982년: 필립스는 소니와 제휴하여 콤팩트 디스크를 개발했다.
- 1991년: 필립스는 많은 콘솔 형태의 비디오 게임에서 실패한 콤팩트 디스크 대화식 시스템 CD-i를 발표했다.
- 1992년: 필립스는 버림받을 운명을 타고난 디지털 콤팩트 카세트 형식을 발표했다.
- 2001년: 필립스는 네덜란드에서 센세오 커피메이커를 성공적으로 발표했고, 2002년이후에 다른 유럽 국가에서 판매했다. 센세오는 커피를 포함하도록 특별히 제작된 패드에서 양조 방식으로 커피를 끓인다. 센세오 패드는 도위 에그버트가 제조한다. 센세오는 2004년부터 미국에서 판매되기 시작했다.

필립스는 모든 DVD 제조사로부터 특허비를 받는다.

## 의료 시스템 제품
| - 아이사이트 팍스 - 뷰포럼 - 엑셀레라 - 심장/혈관 엑스선 - 전산화 단층촬영 (CT) - 투시법 - 자기 공명 영상 (MRI) - 휴대용 엑스선 영상 증배관 - 핵의학 - 양전자 방출 단층촬영 (PET) - PET/CT - 엑스선 사진 - 방사선 종양학 시스템 - 초음파 - 장비 - 소프트웨어 - 부속품 | - 진단용 심전도 - 다중측정 서버 - 마취제 가스 감지기 - 혈압 - 이산화탄소 감지기 - 심전도 - 혈압역학 - 맥박 산소계측기 - 온도계 - 경피성 가스 - 환기창 - 진료 정보 시스템 (상태추정, 컴퓨터기록, 상태차트) |

### 일반
- (한국어/영어/네덜란드어)필립스 글로벌 웹사이트
- (한국어) 필립스 리서치

### 소비 가전
- (한국어/영어/네덜란드어)필립스 컨슈머

### 의료 장비
- (한국어/영어/네덜란드어)필립스 메디컬 시스템

### 조명
- (한국어/영어/네덜란드어)필립스 라이팅
- (영어) 젠리트 그룹